# Foresta di Fontainebleau

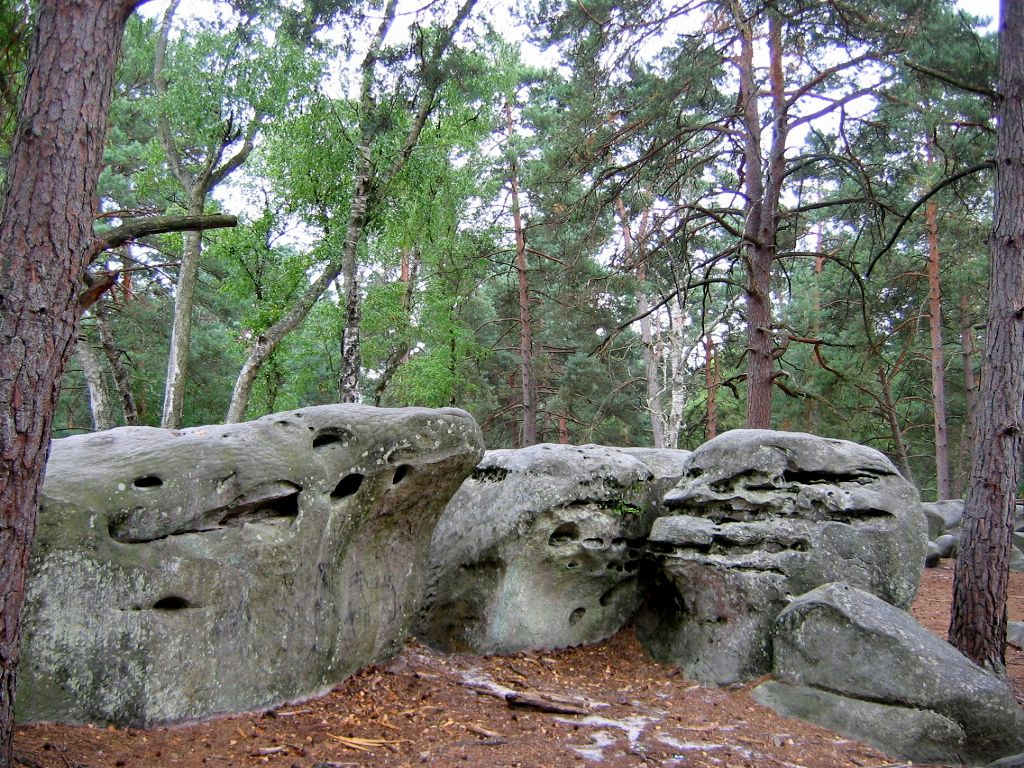
La foresta di Fontainebleau

La foresta di Fontainebleau è un imponente complesso boschivo di 27.000 ettari di cui 21.600 ricoperti da una fitta foresta mista. Situata nella Senna e Marna, accoglie al suo interno la città di Fontainebleau.
Tutta la superficie alberata è gestita dal demanio forestale, ma la foresta demaniale vera e propria ricopre 17.072 ettari, che vanno da un'altitudine di 42 m sul livello del mare (Senna a Bois-le-Roi) ai 144 m (all'incrocio di Bannu Roi, 2 km a nord di Fontainebleau). Ogni anno la foresta viene percorsa a piedi da 17 milioni di visitatori.
Nel 1848 la foresta fu dichiarata ufficialmente "Riserva artistica", sottraendola a un progetto di radicale disboscamento. L'iniziativa fu presa dai pittori della Scuola di Barbizon che amavano ritrarre i paesaggi suggestivi del grande complesso boschivo. Benché ispirato da motivi culturali e non ecologici, la Riserva artistica di Fontainebleau è considerata come il primo atto pubblico di protezione della natura nella storia.
È attraversata dall'Autoroute A6 (1964), dalle strade nazionali 6 e 7, nonché dalla ferrovia Parigi - Lione.